# The Spanish Recordings: Basque Country: Navarre
The spanish recordings: Basque Country: Navarre es una recopilación de canciones grabadas por Alan Lomax y Jeanette Bell en Navarra, de la serie The Spanish Recordings agrupadas posteriormente como recopilación en el disco World library of folk and primitive music vol. 4: Spain. Con grabaciones de distintas partes de España. Tras el inicio del Macarthismo Alan Lomax vino a Europa donde hizo una serie de grabaciones, en su estancia en España estuvo en distintos sitios, entre ellos en el Navarra, donde hizo la grabación de este disco

## Listado de canciones
1. "Baile de la Era". 7:50. Interpretado por: José De Lazarraga, Eugenio Pérez De Lazarraga.
2. "San Juan Bezperan" (St. John's Eve). 1:57
3. "Bentara Noa" (I'm Going to the Venta). 0:54
4. "Larre Berrian" (In the Meadows). 0:48
5. "Gogoan Nerabilen" (Someone Not Far Away). 0:41
6. "Haurra Egizu Lo" (Sleep, Baby). 1:29. Juanita Azpiroz
7. "Jesus Gure Jaun Maite" (Jesus, Our Beloved Lord). 1:59
8. "Gure Jaingoikoak" (If Our Lord Had Made Me). 2:10
9. "Diana de San Fermín". 1:59. Interpretado por: Hermanos Pérez De Lazarraga.
10. "Blind Lottery Ticket Vendor's Cry". 0:48. Señor Domeño
11. "Para Ser un Buen Navarro" (To Be a Good Navarran). 1:18. Miguel Ángel Leoz
12. "Dicen Que Me Ha de Matar" (They Say He Has to Kill Me). 1:21. Miguel Ángel Leoz
13. "De Acarrear de Montebajo" (Bringing Goods Down from Montebajo). 1:43. Miguel Ángel Leoz
14. "Adiós Ene Maitia" (Farewell, My Love). 1:34. José María Alzugarai,
15. "Horra Bertso Berria" (Here's a New Poem). 1:31. Marcos Maritxalar
16. "Belenen Sortu Zaigu" (In Bethlehem Was Born). 0:52. José María Alzugarai
17. "Muxikoak". 3:19. Interpretado por: Maurizio Elizalde, Manuel Juarena
18. "Tellarin". 3:44. Interpretado por: Maurizio Elizalde, Manuel Juarena
19. "Mutil Dantza". 3:05. Interpretado por: Maurizio Elizalde, Manuel Juarena
20. "Baztango Yoyak". 2:48. Interpretado por: Maurizio Elizalde, Manuel Juarena
21. "Botoilan Ez Dek Ardorik" (There's No Wine Left in the Bottle). 3:21. José Fagoaga
22. "Bartarratsian Buruan Gora" (Last Night With My Head High) 0:53. José Fagoaga
23. "Apirilan" (In April). 1:19. Interpretado por: José Fagoaga, María Fagoaga.
24. "Xo, Xo, Mariaño" (Hey, Hey Maria). 1:15. Interpretado por: José Fagoaga, María Fagoaga.
25. "Haurra Egizu Lo" (Sleep, Baby). 0:59. María Fagoaga
26. "Kaila Kantuz" (The Quail Sings). 2:04. Mariano Izeta
27. "Akerra Ikusi Degu" (We've Seen the Butcher). 1:09. Mariano Izeta
28. "Txoriñoa Nora Hua?" (Little Bird, Where Are You Going?). 0:54. Mariano Izeta
29. "Una Planeta" (A Planet). 1:43. Interpretado por: Coro De Elizondo, Juan Eraso
30. "Ai Hori Begi Ederra!" (How Beautiful Your Eyes Are!). 1:35. Interpretado por: Coro De Elizondo, Juan Eraso
31. "Eleizatikan Konbenturaino" (From the Church to the Convent). 2:01. Interpretado por: Coro De Elizondo, Juan Eraso
32. "Baile de Otsagi-Ochagavía". 6:04. Interpretado por: Hermanos Pérez De Lazarraga, Pablo
33. "Irrintzi". 0:55. Mariano Izeta